# Ifeanyi Udeze
Ifeanyi Udeze (Lagos, Nigeria, 21 de julio de 1980) es un futbolista nigeriano, actualmente sin equipo después de rescindir su contrato con el PAOK de Salónica. Se desempeña en todas las posiciones de la defensa.

## Clubes
| Club                 | País       | Año         |
| -------------------- | ---------- | ----------- |
| Bendel Insurance     | Nigeria    | 1997        |
| AO Kavala            | Grecia     | 1997 - 2000 |
| PAOK Salónica        | Grecia     | 2000 - 2002 |
| West Bromwich Albion | Inglaterra | 2003        |
| PAOK Salónica        | Grecia     | 2003 - 2006 |
| AEK Atenas FC        | Grecia     | 2006 - 2007 |
| PAOK Salónica        | Grecia     | 2007 - 2008 |

- Datos: Q145531